# Ulotrichopus glaucescens
Ulotrichopus glaucescens là một loài bướm đêm trong họ Erebidae.